# Taphozous achates
Taphozous achates (Thomas, 1915) è un pipistrello della famiglia degli Emballonuridi diffuso in Indonesia.

## Descrizione

### Dimensioni
Pipistrello di medie dimensioni, con la lunghezza della testa e del corpo tra 74 e 78,5 mm, la lunghezza dell'avambraccio tra 59,6 e 63,7 mm, la lunghezza della coda tra 25,3 e 27,5 mm, la lunghezza delle orecchie tra 19,1 e 20,7 mm e un peso fino a 23,5 g.

### Aspetto
La pelliccia è corta. La parte generale del corpo è marrone scura con la base bianca. La testa è relativamente piatta e triangolare, il muso è conico, con una depressione tra gli occhi, privo di peli e con una chiazza di lunghi peli brunastri sul mento. È privo di sacca golare, mentre è presente una sacca ghiandolare tra l'avambraccio ed il primo metacarpo. Il labbro inferiore è attraversato da un solco longitudinale superficiale. Gli occhi sono relativamente grandi. Le orecchie sono triangolari con la punta smussata, rivolte all'indietro, separate tra loro, con diverse pieghe sulla superficie interna del padiglione auricolare e diverse papille lungo il margine anteriore. Il trago è corto, largo e con l'estremità leggermente arrotondata, mentre l'antitrago è lungo, semi-circolare e si estende quasi fino all'angolo posteriore della bocca. Le membrane alari sono lunghe, strette e marroni, con il bordo posteriore talvolta bianco. La coda è lunga e fuoriesce dall'uropatagio a circa metà della sua lunghezza. Il calcar è lungo.

## Biologia

### Comportamento
Si rifugia all'interno di grotte insieme ad individui di Hipposideros cervinus, Emballonura alecto, Miniopterus australis, Myotis stalkeri e Rhinolophus euryotis.

### Alimentazione
Si nutre di insetti.

## Distribuzione e habitat
Questa specie è diffusa nelle Piccole Isole della Sonda e nelle Molucche. Probabilmente è presente anche su Timor.
Vive nelle zone costiere e di pianura fino a 1.000 metri di altitudine.

## Tassonomia
Sono state riconosciute 2 sottospecie:
- T.a.achates: Nusa Penida, Savu, Roti, Semau, Wetar, Kisar, Babar;
- T.a.minor (Kitchener, 1995): Isole Kai, Isole Tanimbar: Yamdena.

## Conservazione
La IUCN Red List, considerato che si tratta di una specie descritta recentemente e ci sono ancora poche informazioni circa il suo areale, lo stato della popolazione, le minacce e i requisiti ecologici, classifica T.achates come specie con dati insufficienti (DD).